# Грос-Роге
Грос-Роге (нім. Groß Roge) — громада в Німеччині, розташована в землі Мекленбург-Передня Померанія. Входить до складу району Росток. Складова частина об'єднання громад Мекленбургіше-Швайц.
Площа — 24,34 км2. Населення становить 615 ос. (станом на 31 грудня 2020).